# Détective Conan : Le Sniper dimensionnel
Détective Conan : Le Sniper dimensionnel (名探偵コナン 異次元の狙撃手, Meitantei Konan: Ijigen no Sunaipā) est un film d'animation japonais réalisé par Kōbun Shizuno, sorti le 19 avril 2014 au Japon.
Il s'agit du 18e film tiré du manga Détective Conan.

## Synopsis
Lors d'une visite d'inauguration de la Bell Tree Tower du groupe Suzuki, Conan assiste impuissant au meurtre d'un guide, tué d'une balle de MK-11. Se lançant à sa poursuite, Conan rencontre Masumi Sera qui le guidera jusqu'à un port et lui sauvera la vie. En même temps, le sniper élimine plusieurs voitures de polices et se trouve poursuivie par le trio d'agents du FBI, Camel, Jodie et James.
Alors que le FBI et Conan réussissent à le coincer, l'explosion de sa voiture de fuite donne au meurtrier, un américain ayant fait la Guerre en Irak et membres des SEALS, l'opportunité de s'enfuir.

## Distribution
- Minami Takayama : Conan Edogawa
- Wakana Yamazaki : Ran Mouri
- Rikiya Koyama : Kogoro Mouri
- Kappei Yamaguchi : Shinichi Kudo
- Megumi Haypourhibara : Ai Haibara
- Naoko Matsui : Sonoko Suzuki
- Ikue Ohtani : Mitsuhiko Tsuburaya
- Wataru Takagi : Genta Kojima / Wataru Takagi
- Chafurin : Inspecteur Megure
- Atsuko Yuya : Miwako Sato
- Miyuki Ichijou : Jodie Starling
- Shūichi Ikeda : Shuichi Akai
- Kiyoyuki Yanada : Andre Camel
- Noriko Hidaka : Masumi Sera
- Ryotaro Okiayu : Subaru Okiya
- Sōta Fukushi : Kevin Yoshino
- Patrick Harlan : Jack Walz

## Source de la traduction
- (en) Cet article est partiellement ou en totalité issu de l’article de Wikipédia en anglais intitulé « Case Closed: Dimensional Sniper » (voir la liste des auteurs).